# Mats Malm
Mats Malm (ur. 10 maja 1964) – szwedzki literaturoznawca i tłumacz. Od 2018 roku członek Akademii Szwedzkiej, od 2019 jej stały sekretarz.

## Biografia
W 1996 roku obronił pracę doktorską na temat gotycyzmu. W 2004 roku został profesorem literaturoznawstwa na Uniwersytecie w Göteborgu, jego badania skupiają się na poezji antycznej i literaturze staronordyckiej. Był też jednym z redaktorów Litteraturbanken (pol. Bank literatury) – projektu mającego na celu darmowe udostępnienie w Internecie klasyki szwedzkiej literatury.
Przetłumaczył na język szwedzki islandzkie sagi, m.in. Sagę o Gislim i Eddę młodszą.
W 2018 roku został wybrany do Akademii Szwedzkiej, gdzie zajął fotel nr 11. Od czerwca 2019 pełni funkcję stałego sekretarza Akademii, do jego obowiązków należy m.in. ogłaszanie laureatów literackiej nagrody Nobla.